# Scali
Scali (engelska: The Commish) är en amerikansk tv-serie från 1991–1996, om polischefen Tony Scali. Serien skapades av Stephen J. Cannell. I Sverige sändes serien ursprungligen i Kanal 1, med start den 15 augusti 1992, den har även bland annat sänts 2008, 2009 och 2010 i TV4 Guld.

## Handling
Tony Scali är poliskommissarie i en amerikansk småstad och använder sig hellre av sin lugna personlighet, humor och sitt intellekt än av sitt tjänstevapen för att komma tillrätta med brottsligheten i staden.

## Rollista i urval
- Michael Chiklis - Anthony "Tony" Scali
- Theresa Saldana - Rachel Scali
- Kaj-Erik Eriksen - David Scali
- Geoffrey Nauffts - Stan Kelly
- Melinda McGraw - Cyd Madison
- Jason Schombing - Ronnie Lopez
- John Cygan - Paulie Pentangeli
- Dayna/Justine Cornborough - Sarah Scali
- Gina Belafonte - Carmela Pagan
- Nicholas Lea - Ricky Caruso
- Evan Tylor - Jonathan Papadakis
- Pat Bermel - Mike Rose
- Michael Patten - Gordy Tuefel
- Kimberly Scott - Lucille Carter
- William A. McManus - Jim McGinley